# Hischylos
Hischylos ("Ισχυλος; fl. VI secolo a.C.) è stato un ceramista greco antico, attivo in Attica nella seconda metà del VI secolo a.C.
Vasi con la sua firma sono stati dipinti dai più importanti ceramografi attivi nel primo periodo della tecnica a figure rosse, in epoca tardo arcaica. Era specializzato nella fabbricazione di coppe bilingui, delle quali sembra sia stato il principale elaboratore per quanto riguarda la forma. Le coppe bilingui di Hischylos sono state decorate inizialmente dai più grandi sperimentatori dell'epoca di passaggio dalle figure nere alle figure rosse, come Oltos, per giungere ad una produzione ormai più standardizzata con il più giovane Epiktetos.